# Kazaški kanat
Kazaški kanat, (kaz. Қазақ Хандығы, Qazaq Handyǵy, قازاق حاندىعى‎) bio je naslednik Zlatne Horde koja je postojala od 15. do 19. veka, smeštene uglavnom na teritoriji današnje Republike Kazahstan. Na svom vrhuncu, hanat je vladao i proširio svoje teritorije na istočnu Kumaniju (današnji Zapadni Kazahstan), na veći deo Uzbekistana, Karakalpakstan i reke Sir Darje sa vojnom konfrontacijom sve do Astrahana i provincije Horasan, koje su sada u Rusiji i Iranu, respektivno. Kanat se takođe pružao potporu ropstvu, i vršio racije u susednim zemljama Rusije i Centralne Azije, a kasnije je oslabljen serijom invazija Ojrata i Džungara. To je rezultiralo propadanjem i daljim raspadom na tri žuza, koji su postepeno izgubili suverenitet i bili su pripojeni rastućem Ruskom carstvu. Njegovo osnivanje označilo je početak kazahstanske državnosti, čija je 550. godišnjica proslavljena 2015. godine.

## Istorija
Godine 1227, unutar Zlatne horde formirana je u stepi prakazahstanska država, koja je bila Bela horda. Nakon odvajanja od Zlatne Horde 1361. godine, Bela Horda je na određeno vreme postala nezavisna država, ponekad se udružujući sa Plavom Hordom kako bi ponovo uspostavila Zlatnu Hordu. Međutim, nakon smrti hana Zlatne Horde, Barak kana 1428. godine, Zlatna Horda je postala fragmentisana, a sama Bela Horda je podeljena na Uzbekistanski kanat i Nogajsku hordu (potomke vladajućih mongolskih plemena), preostala zemlja je podeljena između Mustafe kana na jugu i Mohameda kana na severu. Uzbekistanskim kanatom, koji je dominirao većim delom današnjeg Kazahstana, vladao je Abul-Kajr kan koji je bio jedan od zaverenika u ubistvu Barak kana. Pod vođstvom Abul-Kajr kana, Uzbekistanski kanat je postao korumpirana, nestabilna i slaba država koja se često bavila unutrašnjim problemima. Da stvar bude gora, Ojrati su vršili prepade na sam kanat. Oni su pustošili nomadska naselja, i veći gradovi su bivali pljačkani i oštećeni, uz propratne masakre civilnog življa. Mir je sklopljen 1457. godine između Uzbeka i Ojrata, nakon što je Abul-Kajr kan pretrpeo težak poraz, zbog kojeg je izgubio reputaciju među Uzbecima.

### Formiranje
Formiranje Kazaškog kanata započelo je 1459. godine, kada je nekoliko uzbekistanskih plemena mongolskog porekla nezadovoljnih vladavinom Abul-Kajra, na čelu sa dva sina Barak kana, Janibekom i Kerejom, prebeglo iz Uzbeškog kanata u slučaju poznatom kao Velika seoba. Dvoje braće je predvodilo nomade prema Mogulistanu, na kraju se naselivši i uspostavivši nezavisnu državu. Kan Mogulistana ujedinio se sa njima nudeći im podršku protiv njihovih protivnika. Oko 200.000 nomada pridružilo se pokretu Janibek i Kerej kana, koji je imao ogromnu moć i uticaj, što je izazvalo zabrinutost Abul-Kajra. Novi kanat je ubrzo postao zaštitna država između Mogulistana i Uzbekistanskog kanata. Iako se Janibek i Kerej kan smatraju vladarima osnivačima Kazahstanskog kanata, Janibek kan je taj koji je u početku imao veći deo moći. Nestrpljiv da oslobodi svoju zemlju od Abul Kajr kana, Janibek je napao Uzbekistanski kanat 1468. godine, otpočinjući Kazahstanski rata za nezavisnost. Abul Kajr je, kao odgovor, pokrenuo kampanju protiv Kazaha, ali je umro na putu za Zetisu. Nakon smrti Kerej kana 1473/4 Janibek kan je postao jedini vladar.
Rane godine Kazahstanskog kanata obeležile su borbe za kontrolu nad stepom protiv Abul-Kajrovog unuka, Muhameda Šajbanija. Godine 1470, Kazahstanci su porazili Šajbanija kod grada Jasija (današnji Turkistan), primoravši Uzbeke da se povuku na jug u Samarkand i Buharu.
Godine 1480, Karejov sin Burunduk je postao kan. Tokom njegove vladavine, Kazahstanci su uspeli da sakupe vojsku od 50.000 gazija i da više puta poraze snage Muhameda Šajbanija duž reke Sir Darje. Tokom njegove vladavine, Uzbeci su 1500. godine zaključili mir sa Kazahstanima, dajući tako sve bivše zemlje Uzbekistanskog kanata na severu Sir Darje Kazahstanskom kanatu.
U pogledu ovih događaja, Kajdar Duglati iz 16. veka u svom Tariki Rašidu izveštava:
U to vreme, Abulkajr Kan je imao punu vlast u Dašti-Kipčaku. On je bio u ratu sa sultanima od Džudžija; dok su Jani Beg Kan i Karaj Kan pobegli pred njim u Mogulistan. Isan Buga Khan ih je primio sa velikom čašću i predao im Kuzi Baši, koji se nalazi blizu Čua, na zapadnoj granici Mogulistana, gde su živeli u miru i zadovoljstvu. Nakon smrti Abulkajr Kana, Ulus Uzbeka je zapao u pometnju, a među njima su se pojavile stalne svađe. Većina njih pristupila je partiji Karaj Kana i Jani Beg Kana. Imali su oko 200.000 ljudi i dobili su ime Uzbeg-Kazak. Kazaški sultani počeli su da vladaju 870. godine [1465–1466] (ali Bog zna najbolje), i nastavili su da uživaju apsolutnu vlast u većem delu Uzbekistana, sve do 940. [1533–1534].

## Literatura
- The Cambridge World Prehistory. University of Cambridge. jun 2014. ISBN 9780521119931.
- Chechushkov, Igor V.; Usmanova, Emma R.; Kosintsev, Pavel A. (1. 8. 2020). „Early evidence for horse utilization in the Eurasian steppes and the case of the Novoil’inovskiy 2 Cemetery in Kazakhstan”. Journal of Archaeological Science: Reports (на језику: енглески). 32: 102420. ISSN 2352-409X. doi:10.1016/j.jasrep.2020.102420.
- Millward, James A. (2007), Eurasian crossroads: a history of Xinjiang, Columbia University Press, стр. 45—47, ISBN 0-231-13924-1
- „Russian Scientists Have Discovered the Most Ancient Evidence of Horsemanship in the Bronze Age - South Ural State University”. www.susu.ru. Приступљено 18. 7. 2020.
- „The most ancient evidence of horsemanship in the bronze age”. phys.org (на језику: енглески). Приступљено 18. 7. 2020.
- Bosworth, C. E., The New Islamic Dynasties, New York, 1996.
- Gaev, A. G., "Genealogija i hronologija Džučidov," Numizmatičeskij sbornik 3 (2002) 9-55.
- Howorth, H. H., History of the Mongols from the 9th to the 19th Century. Part II.1. London, 1880.
- Judin, V. P., Utemiš-hadži, Čingiz-name, Alma-Ata, 1992.
- May, T., The Mongol Empire, Edinburgh, 2018.
- Počekaev, R. J., Cari ordynskie: Biografii hanov i pravitelej Zolotoj Ordy. Saint Petersburg, 2010a.
- Sabitov, Ž. M., Genealogija "Tore", Astana, 2008.
- Sagdeeva, R. Z., Serebrjannye monety hanov Zolotoj Ordy, Moscow, 2005.
- Tizengauzen, V. G. (trans.), Sbornik materialov otnosjaščihsja k istorii Zolotoj Ordy. Izvlečenija iz persidskih sočinenii, republished as Istorija Kazahstana v persidskih istočnikah. 4. Almaty, 2006.
- Vohidov, Š. H. (trans.), Istorija Kazahstana v persidskih istočnikah. 3. Muʿizz al-ansāb. Almaty, 2006.
- „Средневековые исторические источники востока и запада” [Medieval historical sources east and west] (на језику: руски). 1969. Приступљено 2. 2. 2019.
- „Kerei khan”. Atababa. Архивирано из оригинала 5. 10. 2016. г. Приступљено 2. 2. 2019.
- „Establishment of the Kazakh Khanate”. QAZAQSTAN TARIHY. 30. 12. 2016. Приступљено 2. 2. 2019.
- Kundakbayeva, Zhanat (31. 10. 2017). The History of Kazakhstan from the Earliest Period to the Present time, Volume 1.

## Spoljašnje veze
- Curtis, Glenn E. „Russian Control”. Kazakstan: A Country Study. GPO for the Library of Congress. Приступљено 19. 2. 2011.